# Lista merów Strasburga
Lista merów Strasburga:

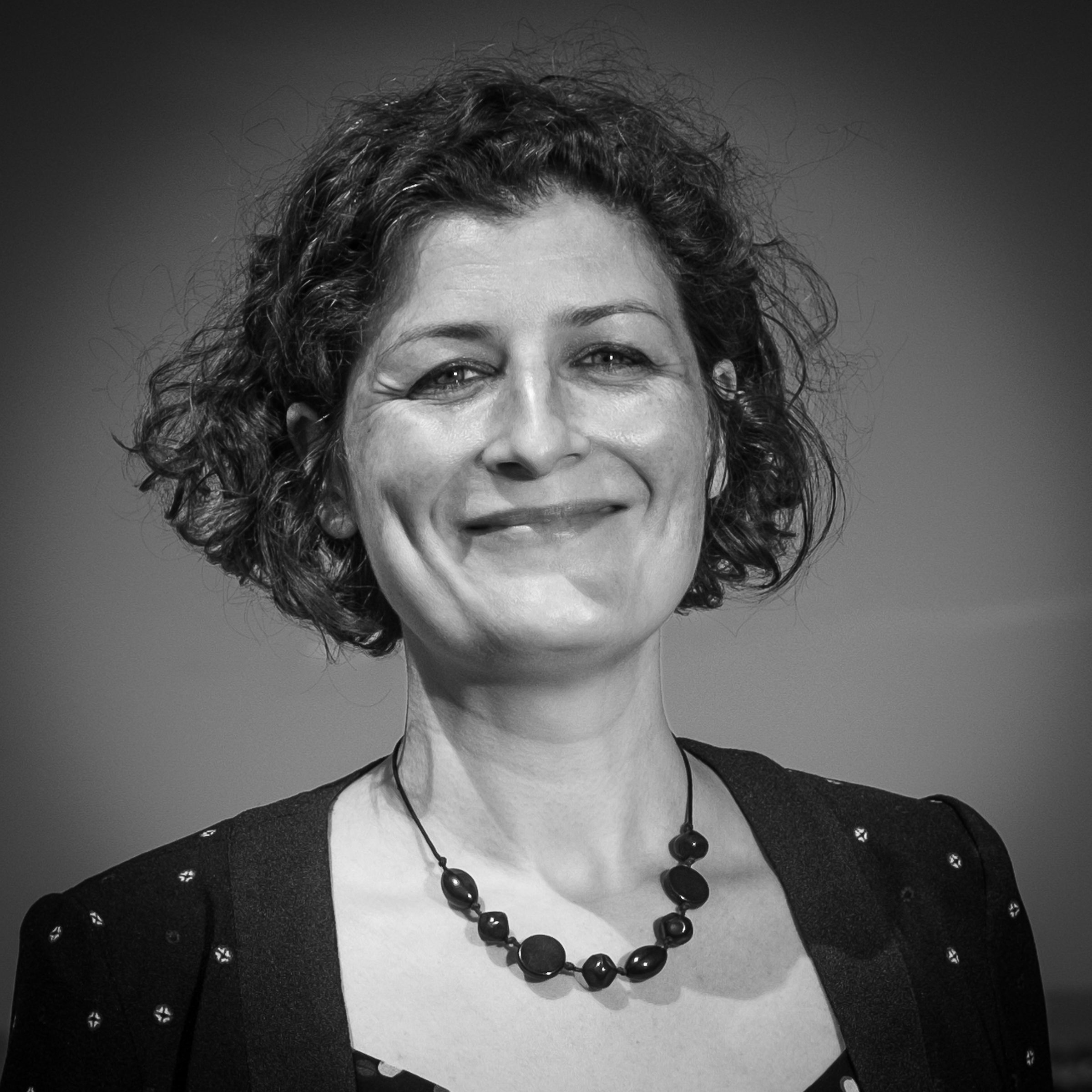
Jeanne Barseghian

1. baron Philippe-Frédéric de Dietrich (1790-1792)
2. Jean Turckheim (1792-1793)
3. Pierre Monet (1793-1794)
4. Jean-Frédéric Hermann (1800-1806)
5. Wangen de Geroldseck (1806-1810)
6. Jacques-Frédéric Brackenhoffer (1810-??)
7. François Xavier Antoine de Kentzinger (1815-1830)
8. Jean Frédéric de Turckheim (1830-1835)
9. Antoine François Thomas Lacombe (1835-1837)
10. Georges-Frédéric Schützenberger (1837-1848)
11. Wilhelm Lauth (1848)
12. Édouard Kratz (1848-1851)
13. Désiré François Alexandre Chastelain (1851-1852)
14. Charles Louis Coulaux (1852-1864)
15. Theodor Humann (1864-1870)
16. Émile Kuss (1870-1871)
17. Ernst Lauth (1871-1873)
18. Otto Back (1873-1880)
19. Stempel (1880-1887)
20. Otto Back (1887-1907)
21. Rudolf Schwander (1907-1918)
22. Jacques Peirotes (1919-1929)
23. Charles Hueber (1929-1935)
24. Charles Frey (1935-1940)
25. Robert Ernst (1940-1944)
26. Charles Frey (1945-1955)
27. Charles Altorffer (1955-1959)
28. Pierre Pflimlin (1959-1983)
29. Marcel Rudloff (1983-1989)
30. Catherine Trautmann (1989-1997)
31. Roland Ries (1997-2001)
32. Fabienne Keller (2001-2008)
33. Roland Ries (2008-2020)
34. Jeanne Barseghian (od 4 lipca 2020)